# حليم دموس
حليم بن إبراهيم جريس دَمّوس (1306 هـ- 1377 هـ / 1888م - 1957م) هو شاعرٌ لبناني، ولد في مدينة زحلة شرقي لبنان وتوفي في بيروت، ونقل جثمانه إلى جونية.
قضى سنوات الدراسة في زحلة، ثم ارتحل إلى البرازيل (1905) ثلاثة أعوام عاد بعدها إلى بيروت زمنً، ليغادرها إلى دمشق فتستأثر به حتى عام 1932 يعود بعدها إلى بيروت، على أنه زار فلسطين عدة مرات، والعراق، والأردن ومصر. استهوته الدعوة «الداهشية» فأيدها، فسجن وأبعد في سبيلها، ومات على هذا المذهب!.
في زمن النشأة تلقى مبادئ العربية في بعض كتاتيب زحلة، ثم انتسب إلى الكلية الشرقية بها، كما درس الفرنسية وبعض العلوم الحديثة. اشتغل بالتحرير الصحفي والتأليف الأدبي، فحرر زمنًا في جريدة «المهذب» بزحلة، وأنشأ عام 1933م جريدة «الأيام» التي عاشت ثلاث سنوات انضم بعدها إلى جريدة «الاتحاد اللبناني». بعد عودته من البرازيل درّس العربية في الكلية العلمانية (بيروت)، ثم توظّف في إدارة سكَّة الحديد في دمشق، ثم عاد إلى إصدار جريدته «الأيام» من جديد.

## الأعمال الأخرى
ترجم وهو في البرازيل قصائد عديدة عن البرتغالية والفرنسية والإسبانية، وله من فن المقالة افتتاحيات جريدة «الأقلام»، وله دراسات متنوعة: نقدية، ولغوية، وترفيهية، كما ألف عدة روايات: «الروايات العشر» و«فاجعة بيروت»، وترجم رواية: «في سبيل التاج».
له عن الداهشية عدة دراسات (الداهشية: منسوبة إلي سليم موسى العشي المولود في بيت لحم عام 1909م، وبسبب أعماله الخارقة أطلق عليه لقب «الدكتور داهش» ومذهبه يدعو إلى الإيمان بكل الديانات السماوية ونبذ الطقوس الشكلية والتركيز على الصفاء الروحي).
عاصر حليم دموس عصر أركان نهضة الشعر العربي في القرن العشرين: شوقي ومطران وحافظ وإسماعيل صبري والأخطل الصغير وشبلي الملاط، كما كان شاهدًا على مجريات عصر يتفتح دومًا على جديد، فكان شعره يزاوج بين هدفين: أن يؤكد ذاته الفنية مستخدمًا أساليب الشعراء المعاصرين له، وأن يتجاوب مع بشائر التجديد ومظاهر التحديث التي تستهل بين الحين والآخر. هكذا كتب القصيدة، والموشحة، والملحمة، والشعر المنثور، وكتب في الأغراض التقليدية: من الرثاء إلى الغزل، ومن شعر الوطنية إلى وصف الحياة الاجتماعية، ثم تأتي معطيات الحضارة المادية الجديدة، في سياق معاكس ليقظة الروح.
لقب بـ«حسان» تيمنًا باسم شاعر الرسول حسان بن ثابت وقد أقيم له مهرجان تكريمي في زحلة عام 1966م تكلم فيه كبار شعراء ومثقفي لبنان.
وأيضًا من مؤلفاته:
1. عليك مني سلام يا أرض أجدادي
2. قصيدة اللّغه العربيّه
3. لا تلمني في هواها
4. معجم العوام، وهو قاموس لأخطاء اللغة، صدر عن مطبعة الترقي في دمشق سنة 1923م.[4]
5. ديوان المثالث والمثاني، صدر في جزأين، الأول سنة 1926م[5] والثاني 1930م[6] عن مطبعة العرفان بصيدا.

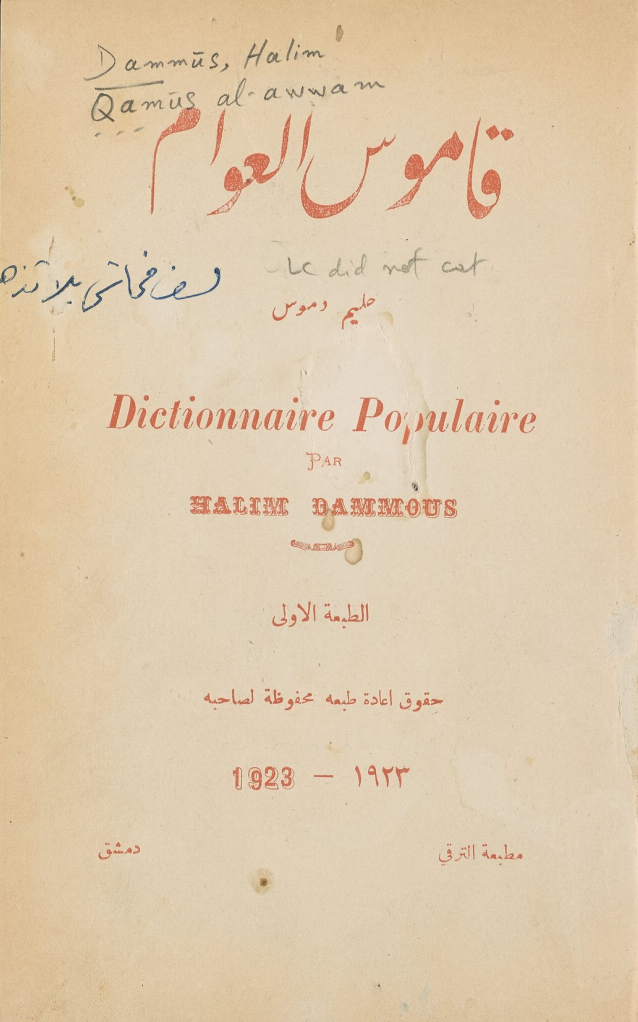
غلاف كتاب قاموس العوام
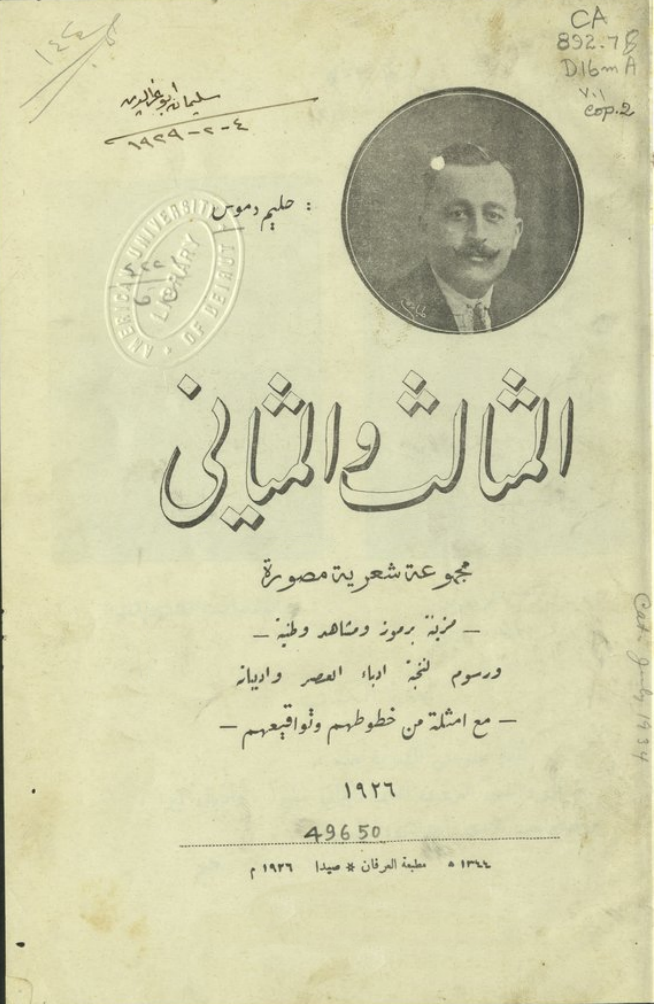
غلاف المجلد الأول من ديوان المثالث والمثاني

## روابط خارجية
- حليم دموس على موقع أرشيف الشارخ.